# Enigme (Star Trek: Voyager)
„Enigme” (titlu original: „Riddles”) este al 6-lea episod din al șaselea sezon al serialului TV american științifico-fantastic Star Trek: Voyager și al 126-lea în total. A avut premiera la 3 noiembrie 1999 pe canalul UPN. Roxann Dawson (care nu apare în acest episod) a regizat acest episod (debut regizoral).

## Prezentare
La întoarcerea dintr-o misiune diplomatică, Tuvok este atacat de un intrus camuflat și suferă leziuni neurologice.

## Actori ocazionali
- Mark Moses - Naroq